# Lethrus kuldzhensis
Lethrus kuldzhensis là một loài bọ cánh cứng trong họ Geotrupidae. Loài này được Lebedev miêu tả khoa học năm 1926.